# RAC1
سوبسترای ۱ سم بوتولینوم سی۳ مرتبط با Ras (انگلیسی: Ras-related C3 botulinum toxin substrate 1) یک پروتئین است که در انسان توسط ژن «RAC1» کُدگذاری می‌شود. این ژن که بر روی بازوی کوتاه کروموزوم ۷ واقع شده، قادر است از طریق پیرایش دگرسان، انواع متفاوتی از پروتئین Rac1 را تولید کند که هریک عملکردی متفاوت دارند.
پروتئین Rac1 یک جی‌پروتئین (یا به‌طور دقیق تر یک جی‌تی‌پی‌آز) بسیار کوچک است که تنها ۲۱ کیلودالتون وزن دارد و همچون سایر اعضای خانوادهٔ بزرگ آنزیم‌های جی‌تی‌پی‌آز در وقایع مهم سلولی نفش دارند، از جمله کنترل GLUT4 و جذب گلوکز، رشد سلول، سامان‌دهی اسکلت سلولی، سمیت سلولی ضد میکروبی و فعال کردن برخی کینازها. در واقع Rac1 یک تنظیم کننده چندنمودی بسیاری از فرایندهای یاخته‌ای است: چرخه سلول، چسبندگی سلول‌ها به هم، حرکت سلول (از طریق شبکهٔ اکتین) و تمایز بافت پوششی. پروتئین Rac1 به میزان فراوانی در بافت‌های حساس به انسولین از جمله ماهیچه‌ها و بافت چربی یافت می‌شود. این پروتئین همچنین برای جذب گلوکز در ماهیچه‌های اسکلتی ضروری است که با ورزش کردن و کشش عضلانی فعال می‌شود.
این پروتئین با مولکول‌های زیادی تعامل پروتئین-پروتئین دارد که از آن میان می‌توان به MYD88 و STAT3 اشاره کرد.

## اهمیت بالینی
جهش‌های فعال‌ساز در ژن «RAC1» در ملانوما و کارسینوم ریه سلول-غیرکوچک مشاهده شده‌است و ممکن است در آینده یکی از اهداف درمانی باشد. اخیراً پژوهش‌هایی معطوف به مهار این مولکول در درمان ملانومای متاستازداده، سرطان کبد و سرطان پستان بوده‌است.
همچنی مشاهده شده که برخی جهش‌های خاص در ژن «RAC1» سبب بروز عقب‌ماندگی ذهنی، میکروسفالی یا ماکروسفالی می‌گردد.

## برای مطالعهٔ بیشتر
- Benitah SA, Frye M, Glogauer M, Watt FM (Aug 2005). "Stem cell depletion through epidermal deletion of Rac1". Science. 309 (5736): 933–5. doi:10.1126/science.1113579. PMID 16081735. S2CID 21888612.
- Ramakers GJ (Apr 2002). "Rho proteins, mental retardation and the cellular basis of cognition". Trends in Neurosciences. 25 (4): 191–9. doi:10.1016/S0166-2236(00)02118-4. PMID 11998687. S2CID 13941716.
- Esufali S, Charames GS, Bapat B (Oct 2007). "Suppression of nuclear Wnt signaling leads to stabilization of Rac1 isoforms". FEBS Letters. 581 (25): 4850–6. doi:10.1016/j.febslet.2007.09.013. PMID 17888911. S2CID 1457000.